# ミドルブルック7H10寒天培地
ミドルブルック7H10寒天培地（英：Middlebrook 7H10 Agar）は、マイコバクテリウム属、特に結核菌の培養に使用される固体培地である。マイコバクテリウム属の培養に一般的に使用される卵を主成分とする培地よりも、コンタミネーションが少ない傾向があると報告されている。

## 組成
原材料(g/L)
- 硫酸アンモニウム, 0.50
- リン酸一カリウム, 1.50
- リン酸二ナトリウム, 1.50
- クエン酸ナトリウム, 0.40
- 硫酸マグネシウム, 0.025
- 硫酸亜鉛, 0.001
- 硫酸銅, 0.001
- L-グルタミン酸, 0.50
- クエン酸鉄アンモニウム, 0.04
- 塩酸ピリドキシン, 0.001
- ビオチン, 0.0005
- マラカイトグリーン, 0.00025
- 寒天, 15.00
- 塩化カルシウム, 0.0005

判定は接種後5～7日以内に実施し、その後は1週間に1回、最長8週間まで行う。

## 関連記事
- en:Lowenstein-Jensen medium
- ミドルブルック7H9培地